# べ、別にあんたの為に教えてあげるんじゃないんだからね!
『べ、別にあんたの為に教えてあげるんじゃないんだからね!』（べ、べつにあんたのためにおしえてあげるんじゃないんだからね!）は、日本のアダルトゲームブランド・スワンが2008年12月19日に発売した18禁アドベンチャーゲーム。

## 概要
有限会社アセンドアイの廉価版ブランドの一つ・スワンの第8作。7月発売の『となりのお姉さんは巨乳OL』に始まり前月の『孕ら巫女姉妹』まで5ヶ月連続でリリースされた「ボテもえ」路線は一旦、打ち止めとなっており、本作ではヒロインが妊娠する描写は存在しない。
本作の主題は「妹のような姉」と「姉のような妹」の姉妹が織りなすギャップであるが、こうした年功所例の逆転状態は2010年の『中出し孕ませ母娘どんぶり』（スワンマニア）における「母と娘」の関係に受け継がれている。

## ストーリー
南雲紘斗は大学受験の合格を確信し、結果を待たずに先走って上京し1人暮らしを始めていたものの、結果は不合格であったことで落ち込み、無気力で荒んだ生活を送っていた。紘斗の親はそんな様子を心配し、天才家庭教師の君島月詩・雪衣姉妹を紘斗の元に派遣することとした。紘斗は2人の家庭教師に励まされ再び受験に挑む決意をし、2人も紘斗のそんな姿に惹かれていくのであった。

## 登場人物
南雲 紘斗 （なぐも ひろと）
本作の主人公。高校では秀才とされており自他共に志望大学の合格を確実視していたが、結果は不合格で終わり予期せぬ浪人生活を送ることとなる。
君島 月詩 （きみしま つくし）
紘斗の親によって派遣された家庭教師で、雪衣の姉。童顔でかつ幼児体型ではあるが、頭脳は明晰で大学の入学試験の成績も首席級。ツンデレな気質だが、甘えん坊な一面もある。
君島 雪衣 （きみしま ゆい）
月詩と同じく紘斗の親によって派遣された家庭教師。月詩の妹であるが、身長やスタイルでは姉を上回っており、姉よりも年上に見られる。姉ほどの学力はないが、それでも一般の家庭教師よりは優秀。

## スタッフ
- 原画 くるみみかん
- 音楽 Arp